# شهرستان جیزک
ناحیهٔ جیزک (به ازبکی: Jizzakh District) یک ناحیه در ازبکستان است که در ولایت جیزک واقع شده‌است. ناحیه جیزک ۱٬۳۲۰ کیلومتر مربع مساحت و ۱۵۱٬۵۰۰ نفر جمعیت دارد.